# Voz de pecho
La voz de pecho (también: voz modal) es el registro central de la voz masculina y el registro grave de las voces femeninas. Se produce en el tracto vocal al vibrar parte del músculo vocalis, el ligamento vocal y la mucosa de los labios vocales. El efecto típico de la voz de pecho es la resonancia pectoral que se asocia con el sonido masculino. No es lo mismo usar la voz de garganta que usar la voz de pecho ya que una voz suena diferente con voz de pecho que con voz de garganta. La voz de pecho es la que usan los Tenores pero no tienen el mismo timbre de voz que aquellos que tienen el registro de voz Bajo, que son los que tienen las cuerdas vocales gruesas, y por lo tanto usan la voz de garganta, que es la que hace que suene una voz en baja intensidad haciendo que se tenga un timbre oscuro.

Movimiento de los labios vocales en la función modal ("voz de pecho").

Martinssen - Lohmann escribe sobre la voz de pecho:

"La "calidad sicica" del registro de pecho subsume todos los colores de lo que llamamos patos: Seriedad, grandeza monumental, dramatismo sombrío, Honor, Serenidad."  

Sin embargo, el forzar el registro de pecho es considerado un gran peligro para la voz, ya que destruye la función de la voz de cabeza (vibración de la capa mucosa del musculus vocalis). En la técnica del bel canto, la meta es "mezclar" voz de pecho, voz de cabeza y voz de silbido para lograr el registro único. Esa práctica se denomina voz mixta.